# Liolaemidae
Liolaemidae zijn een familie van hagedissen die behoren tot de leguaanachtigen (Iguania). 

## Naam en indeling
De wetenschappelijke naam van de soort werd voor het eerst voorgesteld door Darrel Richmond Frost en Richard Emmett Etheridge in 1989. 
Vroeger werd de groep als een onderfamilie (Liolaeminae) gezien van de kielstaartleguanen en daarvoor als een subgroep van de leguanen (Iguanidae). De literatuur is hierdoor niet altijd eenduidig over de positie van de Liolaemidae.
Veel soorten werden tot 2010 tot het geslacht Oplurus gerekend. Vroeger was de levendbarende leguaan (Phymaturus palluma) de enige vertegenwoordiger van het geslacht Phymaturus.
De meeste soorten blijven klein, ongeveer 20 tot 30 centimeter inclusief staart. Alle soorten komen voor in Zuid-Amerika, voornamelijk in het zuiden. De bouw van deze hagedissen heeft veel weg van echte hagedissen, al hebben ze een meer gedrongen lichaam. Alle soorten eten voornamelijk insecten, sommige soorten eten ook plantendelen.

## Geslachten
De onderfamilie is verdeeld in drie geslachten, van de 307 verschillende soorten behoren er 262 tot het geslacht aardleguanen (Liolaemus). Zie voor een lijst van alle soorten ook de lijst van Liolaemidae.
| Naam                     | Auteur            | Aantal soorten | Verspreidingsgebied                                                |
| ------------------------ | ----------------- | -------------- | ------------------------------------------------------------------ |
| Ctenoblepharys           | Tschudi, 1845     | 1              | Zuid-Amerika; Peru                                                 |
| Aardleguanen (Liolaemus) | Wiegmann1834      | 262            | Zuid-Amerika; Argentinië, Bolivia, Brazilië, Chili, Paraguay, Peru |
| Phymaturus               | Gravenhorst, 1838 | 41             | Zuid-Amerika; Argentinië, Chili                                    |